# إيرفين ديفور
إيرفين ديفور (7 أكتوبر 1934 - 23 سبتمبر 2014) كان عالم أنثروبولوجيا وعالم أحياء تطوري، وأمين قسم علم الرئيسيات في متحف بيبودي للآثار والإثنولوجيا بجامعة هارفارد.

كان رئيس قسم الأنثروبولوجيا في هارفارد من عام 1987 إلى عام 1992. درّس ديفور أجيالًا من الطلاب في هارفارد على مستويات الدراسات الجامعية والدراسات العليا. أرشد العديد من العلماء الشبان الذين حققوا ظهوراً في مجالات الأنثروبولوجيا وعلم السلوك البيولوجي، بما في ذلك ريتشارد لي، روبرت تريفرز، سارة هاردي، بيتر إليسون، باربرا سماتس، هنري هاربندينغ، مارجوري شوستاك، روبرت بيلي، ليدا كوسميديس، جون توبي، ريتشارد رانغهام، وتيرنس ديكون.